# 赵连义
赵连义（？—），中华人民共和国政治人物、外交官。

## 生平
赵连义曾任常驻联合国代表团参赞、联工组组长。1996年6月，出任中华人民共和国驻马绍尔群岛大使。1998年12月，因两国断交而离任。